# Casquets
Casquets är öar i kronbesittningen Guernsey). De ligger i den norra delen av landet.